# Gonnos
Gonnos (altgriechisch Γόννος) oder Gonnoi (altgriechisch Γόννοι) war eine antike Stadt der Pherrhaiboi in Thessalien. Sie lag etwa 2 km südöstlich des modernen Gonni
Sie lag am westlichen Eingang des Tempetals, von wo aus sich der Weg nach Makedonien kontrollieren ließ.